# Brasil nos Jogos Pan-Americanos de 1967
O Brasil competiu nos Jogos Pan-Americanos de 1967 em Winnipeg, no Canadá.